# Альбрехт II (Веймар-Орламюнде)
Альбрехт II (нем. Albrecht II. von Weimar-Orlamünde; ок. 1184 — до 22 октября 1245) — граф Веймара и Орламюнде с 1206 года (совместно с братом Германом II), граф Гольштейна, Рацебурга, Лауэнбурга, Штормана и Вагрии в 1202—1227 годах. Из династии Асканиев.

## Биография
Второй сын графа Зигфрида III фон Веймар-Орламюнде и Софии Датской.
В 1202 году получил в лен от своего дяди короля Вальдемара II Датского Гольштейн, Шторман, Вагрию и Рацебург.
Участвовал в войнах Вальдемара II против северогерманских князей и в датском завоевании Эстонии (1217—1218).
После того, как Вальдемар II и его старший сын попали в плен к Генриху Шверинскому (1223) назначен регентом Датского королевства. Вёл переговоры об освобождении короля, но они оказались безуспешными: Вальдемар II отказался принять предложенные ему условия.
Снова началась война, и в январе 1225 года в битве под Мёльном Альбрехт II тоже попадает в плен. Провёл в заключении больше двух лет. Освобождён в 1227 году, потеряв все полученные от датского короля владения. Позже в качестве частичной компенсации за нанесенный войнами материальный ущерб Вальдемар II отдал своему племяннику город Альс.
Альбрехт II был женат (1211) на Гедвиге (ок. 1185—1247) — дочери ландграфа Тюрингии Германа I. Детей у них не было.